# Garrett Hedlund
Garrett John Hedlund (ur. 3 września 1984 w Roseau, w stanie Minnesota) – amerykański aktor i model.

## Życiorys
Jest najmłodszym dzieckiem Kristine Anny (z domu Yanish) i Roberta Martina Hedlunda, ma starszego brata Nathaniela i starszą siostrę Amandę. Jego ojciec jest szwedzkiego pochodzenia. Dorastał na odległej farmie bydła w pobliżu miasteczka Wannaska, w stanie Minnesota. W wieku czternastu lat przeniósł się wraz z matką do Arizony. Dorabiał jako model w LL Bean i magazynie dla nastolatków. W 2003, w wieku osiemnastu lat, Hedlund przeniósł się do Los Angeles, aby rozpocząć swoją karierę aktorską.

## Życie prywatne
W latach 2012–2016 był związany z Kirsten Dunst. Od 2019 związany z Emmą Roberts

## Filmografia
- 2004: Troja (Troy) jako Patroklos
- 2004: Światła stadionów (Friday Night Lights) jako Don Billingsley
- 2005: Czterej bracia (Four Brothers) jako Jack Mercer
- 2006: Eragon jako Murtagh
- 2006: Eragon (gra komputerowa) jako Murtagh (głos)
- 2007: Twarda sztuka (Georgia Rule) jako Harlan
- 2010: Tron: Dziedzictwo (Tron: Legacy) jako Sam Flynn
- 2010: Country Strong jako Beau Hutton
- 2014: Niezłomny (Unbroken) jako John Fitzgerald
- 2015: Piotruś. Wyprawa do Nibylandii (Pan) jako kapitan Hak